# Fontoy
Fontoy (Duits: Fentsch, Luxemburgs: Fensch) is een gemeente in het Franse departement Moselle (regio Grand Est). Fontoy telde op 1 januari 2022 3.163 inwoners.

## Geschiedenis
Fontoy was de hoofdplaats van het gelijknamige kanton in arrondissement Thionville-Ouest tot deze op 22 maart 2015 werden opgeheven. De gemeenten van het kanton Fontoy werden opgenomen in het kanton Algrange, dat onderdeel werd van het arrondissement Thionville.

## Geografie
De oppervlakte van Fontoy bedroeg op 1 januari 2022 16,88 vierkante kilometer; de bevolkingsdichtheid was toen 187,4 inwoners per km².

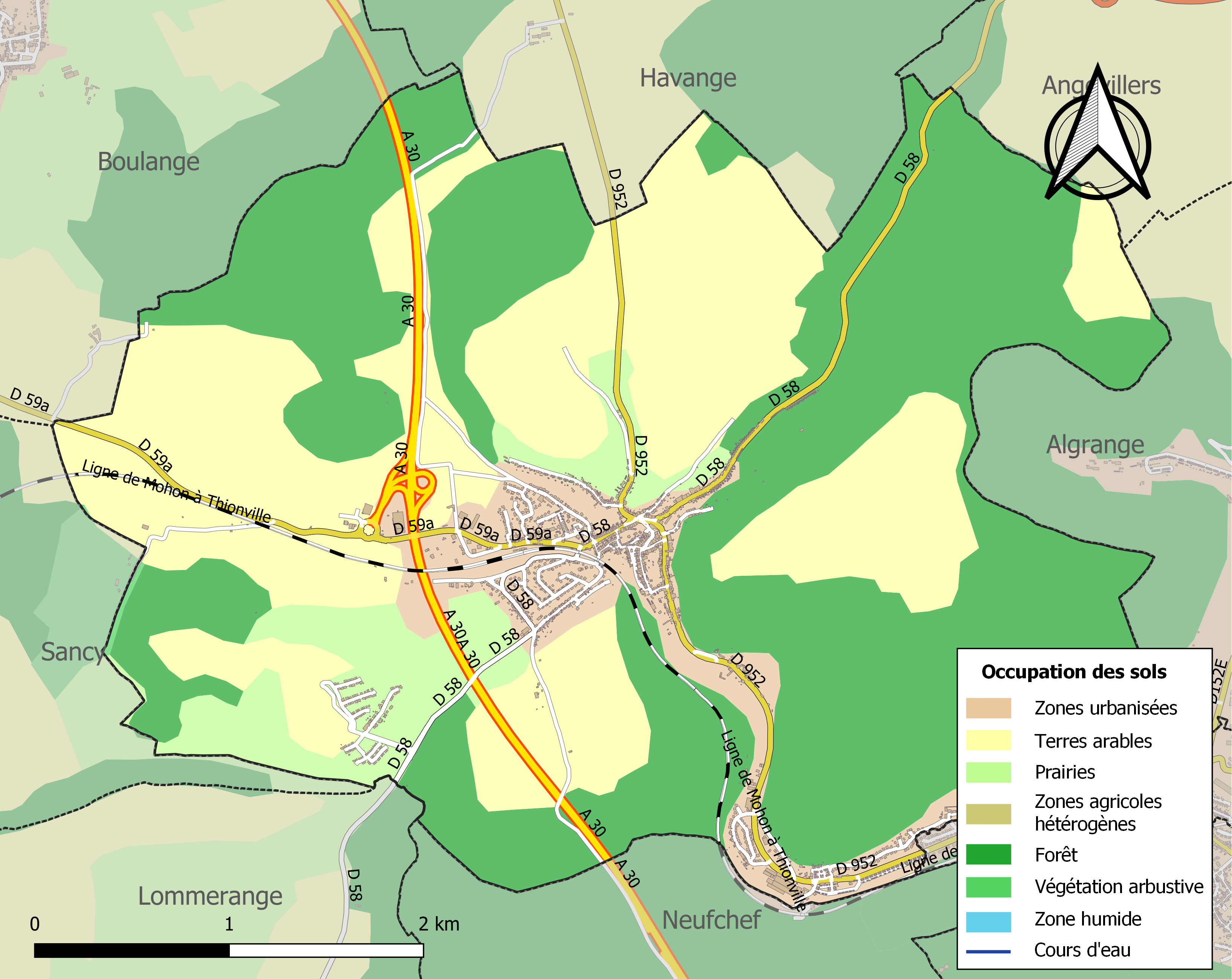
Kaart van de gemeente met de belangrijkste infrastructuur, bodemgebruik en omliggende gemeenten

## Demografie
Onderstaande figuur toont het verloop van het inwonertal (bron: INSEE-tellingen).